# 阿里八䚟
阿里八䚟（?—?），元朝驸马。汪古部人，阿剌兀思剔吉忽里的曾孙，孛要合之孙，爱不花的第三子。
爱不花生有四子，都是元世祖之女月烈公主所生：阔里吉思、也先海迷失、阿里八䚟、术忽难。也先海迷失早卒，阔里吉思嗣父亲爱不花之位。阿里八䚟娶完泽之女奴伦公主。完泽封卫王，是元宪宗蒙哥之孙，玉龙答失之子。